# Landschaftsbestandteil 'Laubmischwald bei Kosbrunn'
Landschaftsbestandteil 'Laubmischwald bei Kosbrunn' este o arie protejată (arie specială de conservare — SAC, sit de importanță comunitară — SCI) din Germania întinsă pe o suprafață de 11,5 ha, integral pe uscat.

## Localizare
Centrul sitului Landschaftsbestandteil 'Laubmischwald bei Kosbrunn' este situat la coordonatele 49°47′23″N 11°29′53″E / 49.7897°N 11.4981°E.

## Înființare
Situl Landschaftsbestandteil 'Laubmischwald bei Kosbrunn' a fost declarat sit de importanță comunitară în martie 2001 pentru a proteja un număr necunoscut de specii din flora spontană și fauna sălbatică aflate în arealul zonei. Situl a fost protejat și ca arie specială de conservare în aprilie 2016.

## Biodiversitate
Situată în ecoregiunea continentală, aria protejată conține 3 habitate naturale: Izvoare petrifiante cu formare de travertin (Cratoneurion), Păduri pe pante, grohotișuri și ravene de Tilio-Acerion, Păduri aluvionare cu Alnus glutinosa și Fraxinus excelsior (Alno-Padion, Alnion incanae, Salicion albae).
La baza desemnării sitului se află un număr nedeclarat de specii protejate.